# Valentin Kubrakov
Valentin Alexeïevich Kubrakov (en russe : Валентин Алексеевич Кубраков), né le 25 juillet 1972 à Salsk en République socialiste fédérative soviétique de Russie, est un ancien joueur russe de basket-ball évoluant au poste de meneur.

## Biographie

### Palmarès
- Vainqueur de la coupe ULEB 2006 (Dynamo Moscou)